# Área de Conservação Transfronteiriça Cubango-Zambeze
A Área de Conservação Transfronteiriça Cubango-Zambeze (em inglês: Kavango–Zambezi Transfrontier Conservation Area) são um conjunto de áreas de proteção ambiental situadas na África Austral, onde convergem as fronteiras internacionais de cinco países. Inclui uma parte importante das bacias do Zambeze, do Cubango e do Delta do Cubango, cobrindo a Faixa de Caprivi na Namíbia, a parte sudeste de Angola, o sudoeste da Zâmbia, as terras selvagens do norte da Botsuana e o oeste do Zimbábue. O centro desta área encontra-se na confluência dos rios Chobe e Zambeze, onde as fronteiras da Botsuana, Namíbia, Zâmbia e Zimbábue se encontram. Incorpora o inclusive as Cataratas de Vitória.

## História
A iniciativa foi criada numa cooperação da Fundação Parques da Paz (Peace Parks Foundation) e do Fundo Mundial para Natureza (World Wide Fund for Nature). O desenvolvimento ficou a cargo da Iniciativa Internacional de Turismo para o Cubango e Alto Zambeze e da Four Corners-Gestão de Recursos Naturais Transfronteiriços. Em 24 de julho de 2003, os ministros responsáveis pelo turismo em Angola, Botsuana, Namíbia, Zâmbia e Zimbábue reuniram-se em Katima Mulilo, na Namíbia, e concordaram com a proposta de uma área de conservação conjunta. Em julho de 2006, a Comunidade de Desenvolvimento da África Austral endossou o projeto e, em 7 de dezembro de 2006, os Ministros do Ambiente e Turismo dos cinco países parceiros assinaram um Memorando de Entendimento na cidade de Victoria Falls, no Zimbábue, providenciando um grupo de trabalho para o estabelecimento da área de conservação.
Em novembro de 2014, os governos da Zâmbia e do Zimbábue introduziram um visto comum para a circulação na área de conservação, fato que deve ser seguido por Angola, Botsuana e Namíbia.

## Áreas componentes
A Área de Conservação Transfronteiriça Cubango-Zambeze compreende as seguintes áreas protegidas:
- na Zâmbia:
  - Parque Nacional de Kafue
  - Parque Nacional de Mosi-oa-Tunya
  - Parque Nacional Sioma Ngwezi
- na Namíbia:
  - Parque Nacional Mamili
  - Parque Nacional de Mudumu
  - Parque Nacional de Bwabwata
- em Botsuana:
  - Parque Nacional Chobe
  - Parque Nacional Makgadikgadi
  - Parque Nacional Nxai Pan
  - Reserva de Caça Moremi
- no Zimbábue:
  - Parque Nacional Hwange
  - Parque Nacional Kazuma Pan
  - Parque Nacional do Zambeze
  - Parque Nacional das Cataratas Vitória
- em Angola:
  - Parque Nacional do Luengué
  - Parque Nacional de Luiana
  - Parque Nacional do Longa-Mavinga
  - Parque Nacional do Mucusso